# Sphecodes quadrimaculatus
Sphecodes quadrimaculatus är en biart som beskrevs av Blüthgen 1928. Sphecodes quadrimaculatus ingår i släktet blodbin, och familjen vägbin. Inga underarter finns listade i Catalogue of Life.